# Doopsgezinde kerk (Oldeboorn)
De doopsgezinde kerk is een kerkgebouw in Oldeboorn in de Nederlandse provincie Friesland.

## Beschrijving
De doopsgezinde kerk werd in 1856 gebouwd. De zaalkerk is voorzien van een omlijste ingang. Het orgel uit 1882 is gemaakt door Bakker & Timmenga.

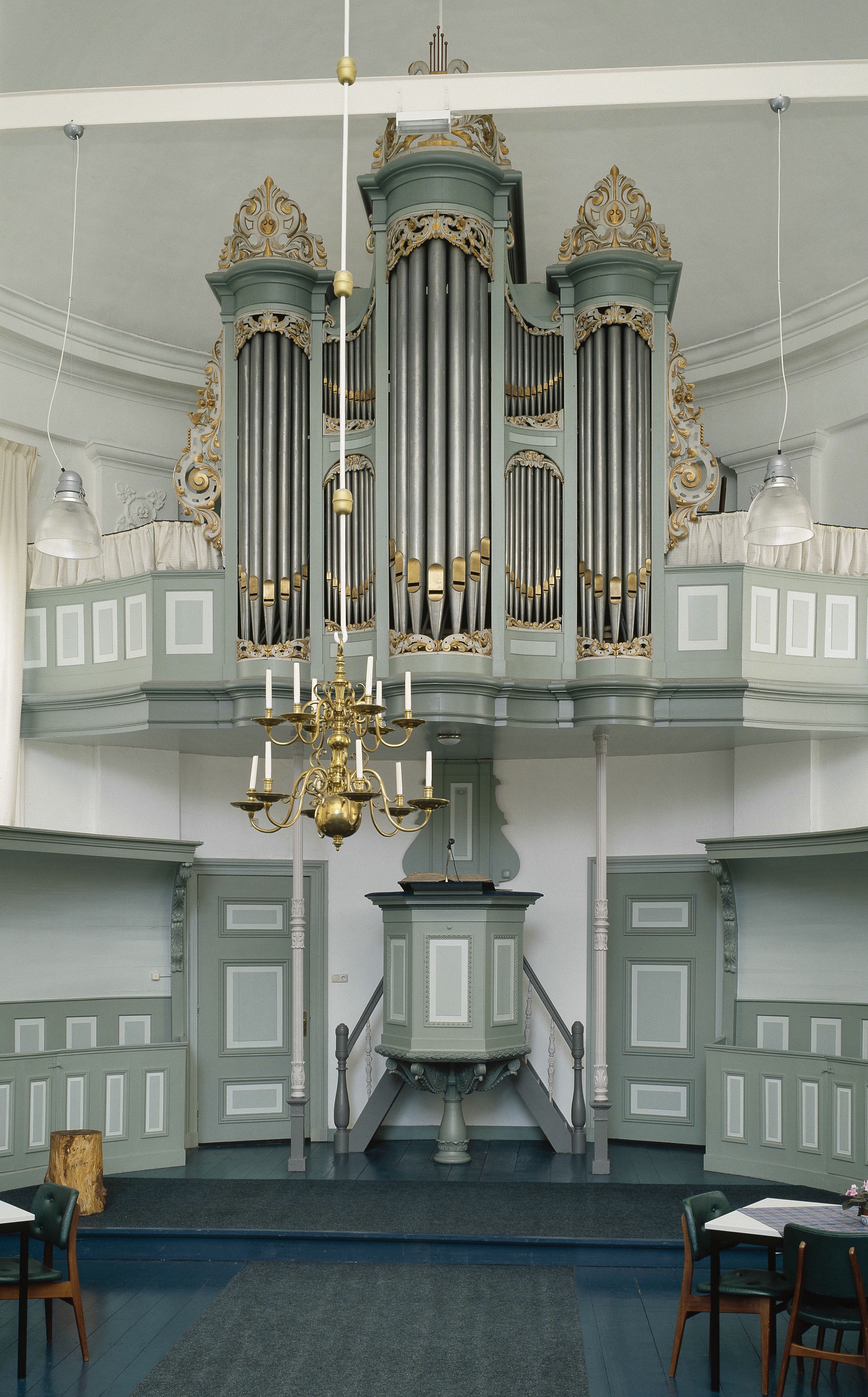
Interieur met orgel (2006)
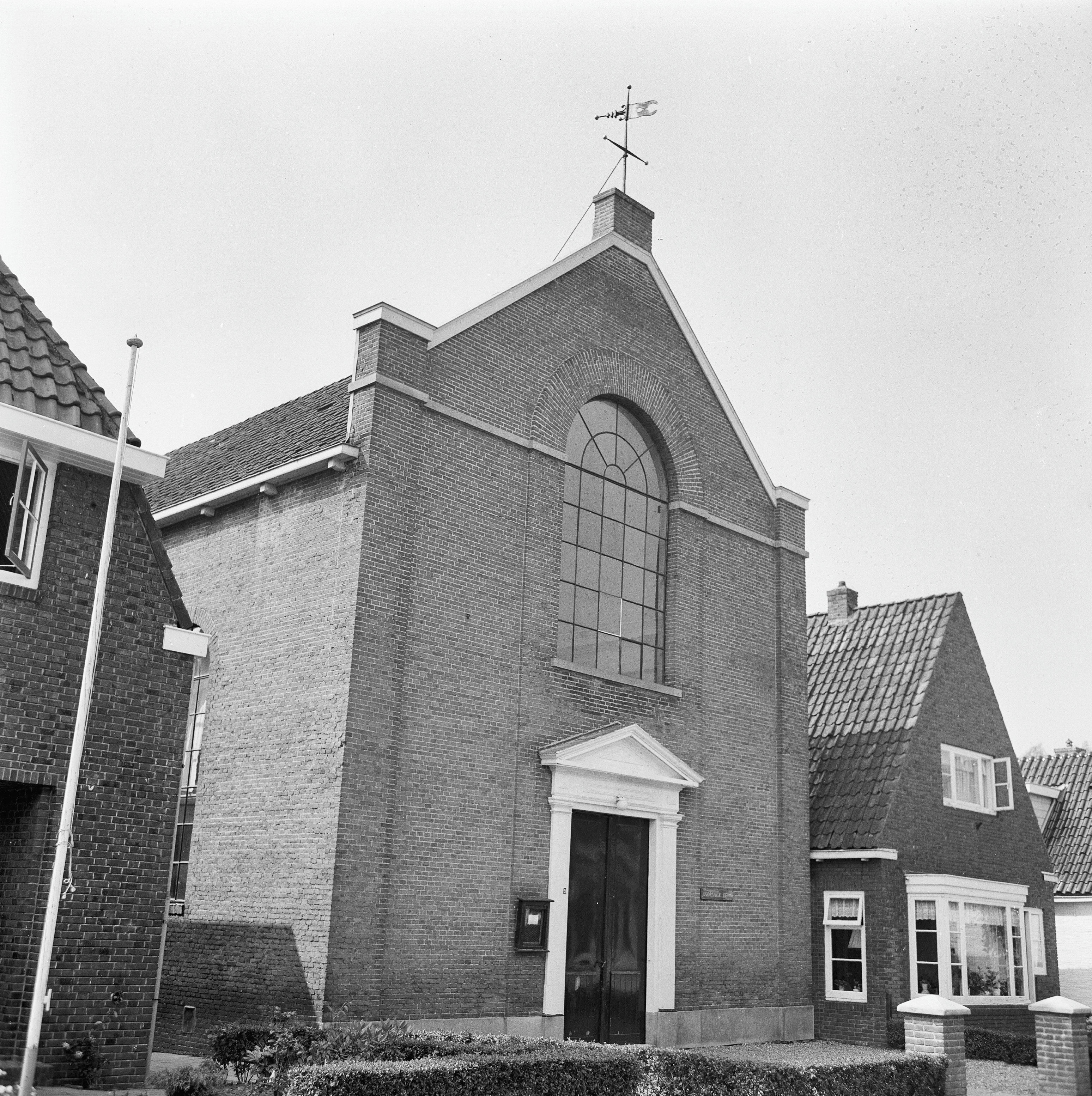
de kerk in 1969